# رز کاگلن
رُز کاگلِن (انگلیسی: Rose Coghlan؛ ۱۸ مارس ۱۸۵۱ – ۲ آوریل ۱۹۳۲) یک هنرپیشه اهل بریتانیا بود.
از فیلم‌ها یا مجموعه‌های تلویزیونی که وی در آن‌ها نقش داشته است می‌توان به ورای رنگین‌کمان اشاره نمود.